# 伊索尔德·科斯特纳
伊索尔德·科斯特纳（德語：Isolde Kostner，1975年3月20日—），意大利女子高山滑雪运动员。她曾代表意大利参加1994年、1998年和2002年冬季奥林匹克运动会高山滑雪比赛，共获得一枚银牌和二枚铜牌。